# Злокучене (Пазарджицька область)
Злоку́чене (болг. Злокучене) — село в Пазарджицькій області Болгарії. Входить до складу общини Септемврі.

## Населення
За даними перепису населення 2011 року у селі проживали 860 осіб.
Національний склад населення села:
| Національність   | Кількість осіб | Відсоток |
| ---------------- | -------------- | -------- |
| болгари          | 644            | 75,8%    |
| цигани           | 200            | 23,5%    |
| не визначились   | 4              | 0,5%     |
| Всього відповіли | 850            |          |

Розподіл населення за віком у 2011 році:
Динаміка населення: